# 丸山茂樹のMOVING SATURDAY
『ACN presents 丸山茂樹のMOVING SATURDAY』（エー・シー・エヌ プレゼンツ まるやましげきのムーヴィングサタデー）は、2019年4月6日からTOKYO FMで放送されているトーク番組である。

## 番組概要
プロゴルファーの丸山茂樹が、スポーツ、文化、企業経営者など様々な分野で活躍している著名人を原則として2週間（前後編。まれに3週間にまたぐ場合もある。番組開始当初のごく一時期は1か月間通しのゲストもいた。）にわたりインタビューし、そのゲストの持つ様々な特技や、スポーツ・文化とゴルフとの様々な共通点など「異業種マッチプレー」という形でトークを展開する。
2025年3月までTOKYO FM・FM大阪・広島FMの3局ネットで放送されていたが、翌月の4月5日よりJFN38局全国ネットへ放送拡大された。

## 放送時間
- 土曜 7:00 - 7:25（番組開始 - 2025年3月29日）
- 土曜 15:00 - 15:25（2025年4月5日 - ）[1]

## 提供スポンサー
- アルク（放送開始 - 2021年3月27日）
- NECネッツエスアイ（2021年4月3日 - 2023年3月25日）
- ACN（2023年4月1日 - 現在）[2]
- uFit（2025年4月5日 - 現在）[3]

放送開始から2021年までは英語教材の出版などを行うアルクの一社提供で、タイトルは『英語のアルク presents 丸山茂樹のMOVING SATURDAY』としていた。
2021年4月、スポンサーがNECネッツエスアイに変更となり、タイトルも『NECネッツエスアイ presents 丸山茂樹のMOVING SATURDAY』に変更された。
2023年4月からはメインスポンサーがオフィス機器の卸売業・ACNに変わり、タイトルを『ACN presents 丸山茂樹のMOVING SATURDAY』に再度変更した。
全国ネットとなった2025年4月からはメインスポンサー、タイトルに変更はないが、新たにフィットネスブランドのuFitがスポンサーに入り2社体制となった。

## パーソナリティ
- 丸山茂樹